# Emil Totzek
Hans Emil Totzek (* 5. Dezember 1898 in Kamen; † 7. Dezember 1983 in Bremen) war ein deutscher Tierarzt, Hochschullehrer und Schlachthofexperte.

## Leben
Emil Totzek wurde geboren als Sohn des Kamener Kaufmanns Friedrich Totzek. Zum Wintersemester 1918/19 begann er das Studium der Medizin an der Universität Münster. Zum folgenden Sommersemester wechselte er an die Tierärztliche Hochschule Hannover, um Veterinärmedizin zu studieren, und wurde Mitglied des Corps Normannia Hannover. Zum Wintersemester 1921/22 wechselte er an die Universität Gießen und schloss sich dem Corps Hubertia Gießen an. Neben der Tiermedizin studierte er dort auch Jura und Volkswirtschaft. Am 9. November 1923 gehörte er dem Studentenbataillon Gießen an. Im Januar 1924 erhielt er in Gießen die tierärztliche Approbation. Im folgenden November wurde er an der dortigen Universität zum Dr. med. vet. promoviert. 
Nach Tätigkeiten als Assistent an der Tierklinik Tilsit sowie praktischer Tierarzt und Schlachthoftierarzt in Kamen und Dortmund wurde er 1925 Städtischer Tierarzt am Schlacht- und Viehhof Hildesheim. 1926 wurde er Städtischer Obertierarzt in Liegnitz und 1927 Städtischer Oberveterinärrat und Schlachthofdirektor in Riesa. Nachdem er 1930 in Berlin das Kreistierarztexamen abgelegt hatte, wurde er 1932 Städtischer Oberveterinärrat und Bezirkstierarzt sowie Direktor des städtischen Schlacht- und Viehhofes in Zwickau. Im Juli 1933 legte er in Dresden die Staatsprüfung als Sächsischer Bezirkstierarzt ab. Im Oktober 1934 erlangte er an der Universität Leipzig den Abschluss eines Diplomkaufmanns. 1936 wurde er zum Stadtveterinärdirektor und Bezirkstierarzt sowie Direktor des Städtischen Schlacht- und Viehhofes in Dresden berufen. Als Veterinärdirektor von Dresden war er zugleich Referent in der Veterinär-Abteilung des Sächsischen Wirtschaftsministeriums für Fragen der Fleischbeschau, Lebensmittelkontrolle und Schlacht- und Viehhöfe in Sachsen und gehörte dem Prüfungsausschuss für sächsische Bezirkstierärzte, Fleisch- und Trichinenschauer an. Er war Mitglied der NSDAP und vertrat im Führerrat der Reichstierärztekammer das Aufgabengebiet Gemeindetierärzte und Schlachthoffragen. Am Zweiten Weltkrieg nahm er als Oberveterinär der Reserve und Führer einer Schlächtereikompanie teil. An der Universität Leipzig habilitierte er sich im März 1944 zum Dr. med. vet. habil. Er wurde Privatdozent für Fleischbeschaulehre und übernahm die Lehrveranstaltungen von Max Hafemann, nachdem dieser im August 1944 in den Ruhestand versetzt worden war. Zum Ende des Krieges kam er in britische Kriegsgefangenschaft.
Aus der Gefangenschaft entlassen wurde Totzek noch 1945 Direktor der Städtischen Werke Kamen, die die Elektrizitäts-, Gas- und Wasserversorgung sowie den Schlachthof betrieben. 1947 wurde er zum Regierungsdirektor, Landestierarzt, Direktor der Auslandsfleischbeschau und Direktor des Schlacht- und Viehhofes der Freien Hansestadt Bremen berufen. Daneben betätigte er sich als Gutachter in Schlachthofprojekten.
Sein in zwei Auflagen erschienenes Lehr- und Handbuch Die verwaltungswirtschaftliche Betriebsführung kommunaler Vieh- und Schlachthöfe gilt als ein richtungsweisendes Werk für Bau, Betriebsführung und Verwaltung kommunaler Schlacht- und Viehhöfe. Totzek war Mitherausgeber der Deutschen Schlachthof-Zeitung – Halbmonatsschrift für Schlachthoftechnik und veterinäre Nahrungsmittelhygiene, die bis September 1944 erschien.

## Schriften
- Die Entwicklung und der derzeitige Stand des Abdeckereiverfahrens in den Regierungsbezirken Arnsberg und Münster der Provinz Westfalen, 1924
- Das Problem der richtigen Anlagenabschreibung in kommunalen Vieh- und Schlachthöfen, 1935
- Der Haushaltsplan der kommunalen Vieh- und Schlachthöfe nach der Gemeindehaushaltsverordnung vom 4. 9. 1937, 1938
- Die verwaltungswirtschaftliche Betriebsführung kommunaler Vieh- und Schlachthöfe – Ein Lehr- und Handbuch der verwaltungswirtschaftlichen Schlachthofbetriebslehre für Schlachthofleiter, Schlachthoftierärzte, Staatstierärzte, 1942, 2. vollständig überarbeitete 2. Auflage 1953
- Die Anstellung der Schlachthofleiter in kleinen Städten bei Genehmigung von Privatpraxis. In: Deutsches Tierärzteblatt Heft 10, 1943, S. 29–32
- Gutachten über die möglichen Rechts- und Betriebsformen, die Finanzierung, Rentabilität, Wirtschaftlichkeit und Steuern für den geplanten öffentlichen Schlachthof mit Versandschlachtungen der Stadt Husum, 1961